# Boulevard de Douai
Le boulevard de Douai est une artère liégeoise.

## Situation et accès
Cette voie débute boulevard de Froidmont et place Georges Ista se termine rue des Vennes, dans le quartier administratif des Vennes.
Ce boulevard est une section d'une importante artère à quatre voies de circulation (route nationale 30) menant du quai Mativa bordant la Dérivation au quai des Ardennes le long de l'Ourthe. Cette artère est communément et non officiellement appelée par les Liégeois boulevard de l'Automobile qui compte aussi le boulevard Raymond Poincaré, le boulevard Frankignoul, le boulevard de Froidmont et une petite partie de la rue des Vennes. 
Les bandes de circulation sont séparées par un étroit espace de pelouses arborées.
Rues adjacentes
- Boulevard de Froidmont
- Place Georges Ista
- Rue des Naiveux
- Rue Montgomery
- Avenue de la Cokerie
- Rue des Gravillons
- Rue du Falchena
- Rue Henri Orban
- Rue des Vennes

## Origine du nom
Il porte le nom de la ville de Douai située dans le Département français du Nord.

## Historique
Le boulevard a été créé au début du XXe siècle, lors des importants travaux d'aménagement de la rive droite de la Meuse pour l'organisation de l'exposition universelle de 1905. Il suit en fait l'ancien cours principal de l'Ourthe qui a été comblé et détourné par un nouveau tracé creusé entre le quai des Ardennes et le quai du Condroz. Avant l’assèchement et le comblement de l'Ourthe, il existait une étroit chemin de halage appelé quai des Vennes puis quai Devant les Vennes.

## Bâtiments remarquables et lieux de mémoire
Une petite maison du milieu du XVIIIe siècle bâtie en brique avec encadrements en pierre de taille se situe au no 12.